# Lars Bisgaard
Lars Bisgaard (født 2. juni 1947) var sanger i gruppen The Maxwells og senere en kort overgang i Rainbow Band, som efter en ophavsretslig konflikt måtte ændre navn til Midnight Sun. Efter en konflikt med Bisgaard, som førte til hans afsked med bandet, genindspillede de deres første Lp med Allan Mortensen som sanger.